# Baronia de Segur
La Baronia de Segur és una jurisdicció senyorial centrada al castell de Segur (Anoia), que des del segle xiii pertanyia als Calders, per infeudació dels vescomtes de Cardona. també comprenia els castells de Miralles i el de Veciana.

## Història
A principis del segle xviii, Josep de Copons-Calders i de Vilafranca es va casar amb Maria d'Aguilar i de Montfar, senyora d'Enfesta, i la seva filla Gertudis de Copons i d'Aguilar es casaria amb Josep Grimau. L'hereva fou Maria Miquela Grimau i de Copons, casada amb Magí de Vilallonga i de Tamarit. El 1810, el seu fill Magi Antoni de Vilallonga i de Grimau va rebre el títol de baró de Segur de mans de Ferran VII.

## Titulars
- Magí Antoni de Vilallonga i de Grimau (1770-1838), I baró de Segur. Casat amb Maria del Pilar  de Marimon i de Perellós,[12] fou succeït pel seu fill:
- Gaietà de Vilallonga i de Marimon,[13] II baró de Segur. Casat amb Maria Teresa d'Amat i Desvalls,[14] fou succeït pel seu fill:
- Miquel Antoni de Vilallonga i d'Amat, III baró de Segur. Casat amb Maria Antònia de Sentmenat i Despujol,[15] fou succeït pel seu fill:
- Lluís de Vilallonga i de Sentmenat (1855-1905),[16] IV baró de Segur. Casat amb Maria Dolors de Càrcer i de Ros,[17] fou succeït pel seu fill:
- Salvador de Vilallonga i de Càrcer (1891-1974),[18] V baró de Segur, VIII marquès de Castellbell, marquès de Castellmeià, baró de Maldà i Maldanell.[19] Casat amb María del Carmen Cabeza de Vaca y Carvajal[20] fou succeït pel seu fill:
- Alfons de Vilallonga i Cabeza de Vaca (1927-1997),[21][22] VI baró de Segur, baró de Maldà i Maldanell.[23] Casat amb Concepció Serra i Ramoneda,[24] fou succeït pel seu fill:
- Alfons de Vilallonga i Serra (1960-), VII baró de Segur, baró de Maldà i Maldanell.[25]